# Eine großmütige Handlung
Eine großmütige Handlung, aus der neuesten Geschichte ist eine Erzählung von Friedrich Schiller. Sie erschien 1782 anonym in Wirtembergisches Repertorium der Literatur und wurde vom Autor nicht in seine Kleineren prosaischen Schriften aufgenommen.

## Handlung
Zwei Brüder, die Barone von Wrmb., lieben beide im Geheimen das junge Fräulein von Wrthr. und geraten so in „den zweifelhaften Kampf zwischen Pflicht und Empfindung“. Als sie dieser Tatsache gewahr werden und das Mädchen, „voll Gefühl für die traurige Lage dieser beiden Unglücklichen“, es nicht wagt, „ausschließlich für einen zu entscheiden“ und „ihre Neigung dem Urteil der brüderlichen Liebe“ unterw[irft], treffen sie eine Vereinbarung. Zunächst geht der ältere Bruder nach Amsterdam. Wenn er es schafft, getrennt von seiner Liebe zu leben, dann soll der jüngere Bruder die Frau heiraten, doch er kommt bald krank zurück. Nun reist der jüngere Bruder unter derselben Bedingung ins Ausland. Er entscheidet sich für Batavia. Bald erklärt er in einem Brief, dass er sich für eine entbehrende Trennung physisch und psychisch stark genug fühle und er auf das Fräulein verzichte. Es kommt zur Hochzeit und ein Jahr später stirbt die Frau. Auf dem Totenbett erklärt sie einer Vertrauten, dass sie den jüngeren Bruder mehr geliebt habe. Ihr Mann heiratet wieder, der Geliebte hält sein Gelübde, ehelos zu bleiben.  

## Hintergrund
Die Erzählung Schillers geht auf die Geschichte von Ludwig von Wurmb (1740–1812) und Friedrich von Wurmb (1742–1781), die Brüder von Schillers Schwiegermutter Louise von Lengefeld, geb. von Wurmb, zurück. Der Ältere heiratete 1776 Christiane von Werthern (1750–1778), der Jüngere ging nach Batavia.

## Intertextuelle Bezüge
Seiner Einleitung fügt Schiller den Wunsch bei, dass sein Text seine „Leser wärmer zurücklassen werde als alle Bände des »Grandison« und der »Pamela«.“ Verwiesen wird hier auf die Texte Sir Charles Grandison und Pamela oder die belohnte Tugend („Pamela, or Virtue Rewarded“) des englischen Schriftstellers Samuel Richardson.

## Bewertung
Bernhard Zeller meint im Nachwort, dass Schiller mit den zwei Brüdern, die dasselbe Mädchen lieben, ein beliebtes Motiv der Zeit aufgegriffen habe, aber ergänzt: „Der Anekdote fehlen allerdings alle dramatischen Effekte; der Dichter beschränkt sich auf den einfachen, nur von einigen Reflexionen unterbrochenen und auf moralische Wirkung bedachten Bericht der realen Tatsachen.“

## Textausgaben
- Friedrich Schiller: Eine großmütige Handlung. In: Ders.: Der Verbrecher aus verlorener Ehre und andere Erzählungen. Nachwort von Bernhard Zeller. Stuttgart 2008 (RUB 8891), S. 34–37.